# Hérica Tibúrcio
Hérica Tibúrcio, née le 1er janvier 1993 à Toledo, est une pratiquante brésilienne d'arts martiaux mixtes (MMA) évoluant au sein de l'Invicta Fighting Championships dans la catégorie des poids atomes.

## Carrière en arts martiaux mixtes

### Débuts
Hérica Tibúrcio connait son premier combat professionnel au sein de l'organisation Federation of Paulista Mixed Martial Arts le 30 mai 2011 à São Paulo au Brésil. Face à sa compatriote Daniela Souza elle remporte la victoire par soumission grâce à une clé de bras en moins d'une minute.
Hérica Tibúrcio rencontre la brésilienne Cláudia Gadelha lors du Max Sport 13.2 le 11 mai 2013 à São Paulo au Brésil. Le combat qui oppose deux spécialistes du Jiu-jitsu brésilien démarre par une belle combinaison aux poings de Cláudia Gadelha qui repousse son adversaire contre la cage, la travaille bien en clinch , l'envoie au sol puis tente une clé de cheville qui sans succès. Hérica Tibúrcio contre par une longue tentative de clé de bras mais elle ne parviens pas à obtenir la soumission. Le second round débute de la même façon que le premier et Cláudia Gadelha amène à nouveau son adversaire au sol où elle reste en position favorable durant toute la reprise, réussissant quelques frappes. Hérica Tibúrcio subit, même si elle défend correctement et se permet de tenter à nouveau une clé de bras qui est vite déjouée. Le début du troisième round est plus équilibré et les 2 protagonistes travaillent en coups de genoux au corps, jusqu'à ce que Cláudia Gadelha envoi au sol son adversaire et maitrise les débats. Elle l'emporte par décision unanime.

### Invicta Fighting Championships
Lorsqu'elle signe avec l'Invicta FC, Hérica Tibúrcio affiche des statistiques prometteuses (8-2) avec 7 victoires par soumission. Dès son premier combat elle doit affronter la tenante du titre des poids atomes 105 lb (48 kg) Michelle Waterson qui n'a pas été mise en échec depuis le 11 avril 2009 soit plus de 5 ans. Hérica a l'habitude de la catégorie 115 lb (52 kg) mais lorsque l'Invicta FC par l'intermédiaire de l'organisatrice Julie Kedzie lui présente la possibilité de combattre pour le titre en 105 lb (48 kg) elle accepte le challenge.
Le 5 décembre 2014 Hérica affronte l'américaine Michelle Waterson qui remet son titre en jeu pour la seconde fois. Le combat a lieu à Houston au Texas (États-Unis). L'américaine est donnée largement favorite face à une jeune Hérica Tibúrcio effectuant son premier combat hors de son pays natal. Mais Michelle Waterson ne parviens pas à imposer son karaté et se retrouve bientôt prise dans un étranglement en guillotine qui sonne la fin du combat. Vaincue au bout de 1 min 04 s elle abandonne son titre de championne Atomweight IFC à Herica Tiburcio.
L'Invicta FC nomme cet affrontement combat de la soirée ce qui donne à Hérica Tibúrcio un bonus de 1500$ et elle est créditée en sus de 1000$ pour la récompense de soumission de la soirée.
Hérica Tibúrcio est opposée à la Japonaise Ayaka Hamasaki pour défendre son titre le 9 juillet 2015 au Cosmopolitan de Las Vegas dans le Nevada (États-Unis). La veille lors de la pesée les deux combattantes affichaient des poids conformes à leur catégorie poids atome (105 lb (48 kg)). Hérica Tibúrcio pesait 104.8 lb (48 kg) tandis qu'Ayaka Hamasaki affichait un poids de 104.7 lb (48 kg).
Hérica Tibúrcio subit une défaite par décision partagée au bout des cinq reprises et Ayaka Hamasaki s'empare du titre Invicta FC des poids atomes.

### Distinctions
- Invicta FC
  - Combat de la soirée (x1) (5 décembre 2014 face à Michelle Waterson).
  - Performance de la soirée (x1) (5 décembre 2014 face à Michelle Waterson).
  - Championne Invicta FC des poids atomes (x1) (du 5 décembre 2014 au 9 juillet 2015).
  - Plus jeune championne de l'histoire de l'Invicta FC.
- Women's MMA Awards
  - Combat de l'année 2014 (5 décembre 2014 face à Michelle Waterson).
- Fight Booth MMA Awards
  - Contrariété upset de l'année 2014 (5 décembre 2014 face à Michelle Waterson)[8].

### Palmarès en arts martiaux mixtes
| 12 combats     | 9 victoires | 3 défaites |
| Par KO         | 0           | 0          |
| Par soumission | 7           | 0          |
| Sur décision   | 2           | 3          |

| Résultat | Record | Adversaire             | Méthode                                 | Événement                               | Date              | Round | Temps | Lieu                          | Notes                                                                                      |
| -------- | ------ | ---------------------- | --------------------------------------- | --------------------------------------- | ----------------- | ----- | ----- | ----------------------------- | ------------------------------------------------------------------------------------------ |
| Défaite  | 9-3    | Ayaka Hamasaki         | Décision partagée                       | Invicta FC 13: Cyborg vs. Van Duin      | 9 juillet 2015    | 5     | 5:00  | Las Vegas, Nevada, États-Unis | Défend le titre Invicta FC des poids atomes                                                |
| Victoire | 9-2    | Michelle Waterson      | Soumission (étranglement en guillotine) | Invicta FC 10: Waterson vs. Tiburcio    | 5 décembre 2014   | 3     | 1:06  | Houston, Texas, États-Unis    | Remporte le titre Invicta FC des poids atomes Combat de la soirée Performance de la soirée |
| Victoire | 8-2    | Aline Sattelmeyer      | Décision partagée                       | MMASH : MMA Super Heroes 3              | 30 mars 2014      | 3     | 5:00  | San Paolo, Brésil             |                                                                                            |
| Victoire | 7-2    | Chayen Aline Gaspar    | Soumission (clé de bras)                | Talent MMA Circuit 5 - Campinas 2013    | 23 novembre 2013  | 1     | 1:57  | San Paolo, Brésil             |                                                                                            |
| Victoire | 6-2    | Kinberly Tanaka Novaes | Soumission (clé de bras)                | MMASH - MMA Super Heroes 1              | 13 juillet 2013   | 3     | 3:54  | San Paolo, Brésil             |                                                                                            |
| Défaite  | 5-2    | Cláudia Gadelha        | Décision unanime                        | Max Sport - 13.2                        | 11 mai 2013       | 3     | 5:00  | San Paolo, Brésil             |                                                                                            |
| Défaite  | 5-1    | Camila Lima            | Décision partagée                       | Supreme FC - Supreme Fight Championship | 1er décembre 2012 | 3     | 5:00  | San Paolo, Brésil             |                                                                                            |
| Victoire | 5-0    | Cyrlania Onelina Souza | Soumission (clé de bras)                | PF : Pink Fight 2                       | 10 mars 2012      | 1     | 3:30  | Rio de Janeiro, Brésil        |                                                                                            |
| Victoire | 4-0    | Alessandra Silva       | Décision unanime                        | PF : Pink Fight                         | 29 janvier 2012   | 3     | 5:00  | Bahia, Brésil                 |                                                                                            |
| Victoire | 3-0    | Bruna Paiffer          | Soumission (étranglement en guillotine) | FHB : Full Heroes Battle 4              | 25 juin 2011      | 1     | 3:10  | Paranaguá, Brésil             |                                                                                            |
| Victoire | 2-0    | Camila Lima            | Soumission (étranglement en guillotine) | CFC : Centurion Fight Combat            | 18 juin 2011      | 1     | 2:30  | San Paolo, Brésil             |                                                                                            |
| Victoire | 1-0    | Daniela Souza          | Soumission (clé de bras)                | FPMMA Combat                            | 30 mai 2011       | 1     | 0:56  | San Paolo, Brésil             |                                                                                            |